# Per Andersson (företagsledare)

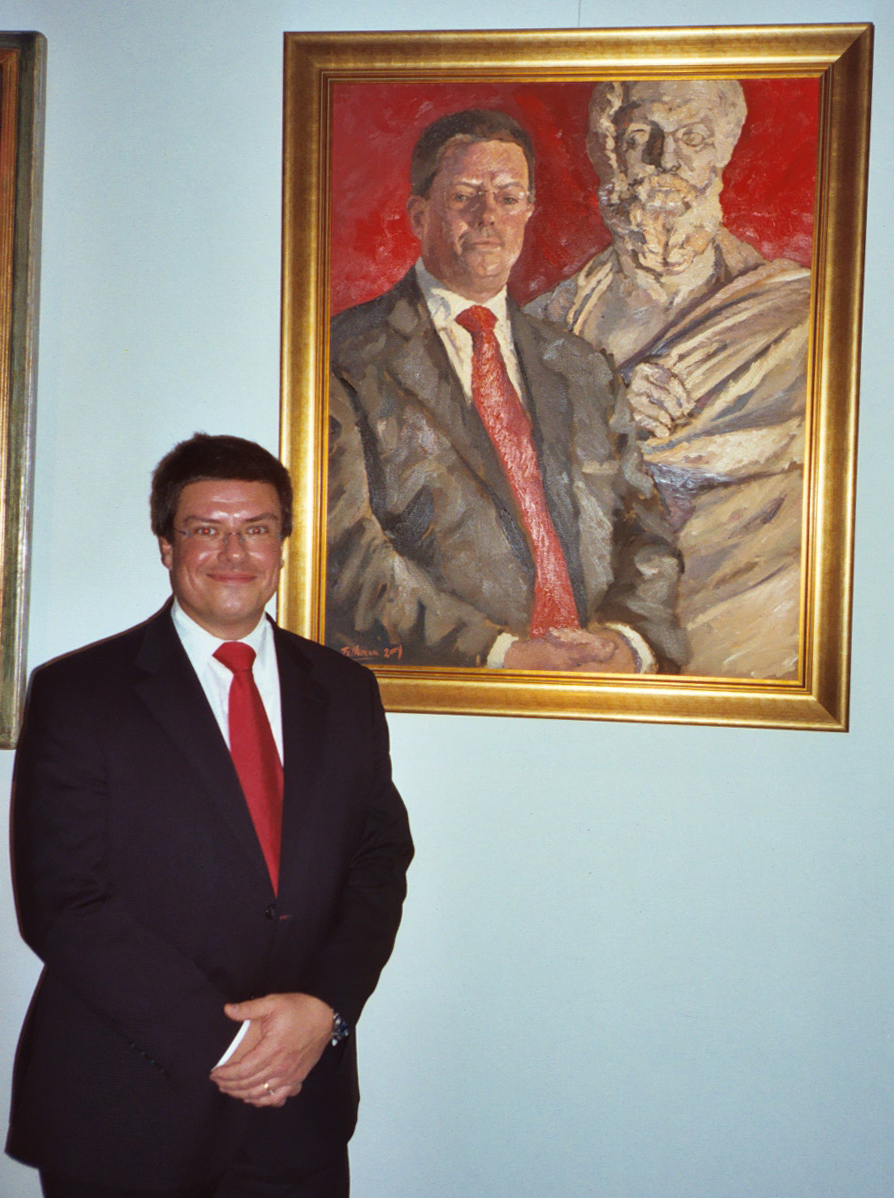
Per Andersson vid avtäckningen av sitt officiella porträtt som ordförande för Akademiska Föreningen. Porträttet målat av Johan Falkman.

Per Andersson, född 1960 i Malmö, är tidigare verkställande direktör och styrelseordförande för IT-företaget Switchcore AB.
Andersson är civilingenjör i elektroteknik och teknologie doktor i datorsystemteknik vid Lunds universitet. Efter en tid som IT-chef vid universitetet grundade han 1997 Switchore tillsammans med Jan Nilsson och professor Christer Svensson. Efter att Switchcores operativa verksamhet våren 2008 sålts till eSilicon avgick Andersson ur styrelsen vid bolagets årsstämma i april 2008. Han kvarstår dock som bolagets fjärde största aktieägare.
Andersson är även styrelseordförande i Goalart samt ledamot i styrelsen för Strategiska forskningsstiftelsen.
Andersson, vilken hade ett förflutet som aktiv inom kårpolitiken under sin studietid, var 1998-2003 ordförande för Akademiska Föreningen i Lund.